# A másik szárnysegéd
A másik szárnysegéd Kondor Vilmos magyar író hatodik regénye, amely 2013. karácsonyára jelent meg. A könyv a Szent Korona-trilógia első kötete.

## Tartalom
A szerző első kalandregénye Wertheimer Miklós hadnagyról, Horthy Miklós kormányzó szárnysegédjéről szól, akinek a nyilas puccs napján, 1944. október 15-én egy geológust illetve a Szent Koronát kell kimenekítenie Budapestről és az országból. Útja a Balaton-felvidéken, számos veszélyes helyzeten és több áruláson keresztül végül Ausztriába vezet, ahol teljesíti a rá bízott feladatot, és biztonságba helyezi a koronát.

## Történelmi tények és szereplők
Kondor több interjúban, valamint a könyv utószavában is kifejtette, hogy könyve kalandregény, amelynek egyedül az eleje és a vége nyugszik teljes egészében megtörtént alapokon, azaz az 1944-es kiugrási kísérlet és a Szent Korona megtalálása közt elbeszélt események a fikció kategóriájába tartoznak. A regény azonban bővelkedik valós alakokban, így megjelenik nem csak Horthy Miklós kormányzó, hanem szárnysegéde, Tost Gyula is, valamint ifjabb Horthy Miklós, Otto Skorzeny, Kondor állandó gonosza, Hain Péter és Pajtás Ernő, a Magyar Királyi Koronaőrség parancsnoka is.

## A regény fogadtatása
A könyv a kritikusokat megosztotta[forrás?], az olvasók közt azonban egyértelmű sikert aratott.[forrás?]
Sarkadi Zsolt a kötve-fűzve blogon a cselekményvezetést emeli ki.

„Wertheimer Miklós, A másik szárnysegéd hőse a cselekményszövés szabadsága szempontjából szintén veszélyesen közel matat a történelem nagy eseményeihez (a főhősnek magát a Szent Koronát kell kimenekítenie az országból), de A budapesti kémmel ellentétben itt Kondor tényleg mesterien vezeti a szálakat, így semmit sem érzünk eldöntöttnek, a könyv végig izgalmas marad.”

Baranyi Katalin az ekultura internetes portálon egy zavaros kor megértését húzza alá.

„A másik szárnysegéd azonban izgalmas és könnyed kaland, amely mégis hitelesen és továbbvezetően mutatja be, milyen is volt ez a gáláns, hazug, utolsó perceit élő 1944-es Magyarország. Segít elindulni egy nehéz, de érdekes úton, szórakoztat, de rá is hangolja az embert, hogy olvasson a korról és megpróbáljon mindent megérteni. Vagy legalább megtudni.”

A Magyar Szó szerint Kondor ismét egyedülállót írt.

„A történelmi tények és a fikció határmezsgyéjén egyensúlyozó regény a humort sem nélkülözi, és a valamivel több mint 400 oldal elolvasása után annyi állapítható meg bizonyosan, hogy Kondor ismét valami egyedülállót és újszerűt alkotott.”